# Штурмгешиц III
Штурмгешиц III, скраћено Штуг III, јуришни топ је био највише израђивано немачко оклопно борбено возило током Другог светског рата. Саграђен је на шасији тенка Панцер III. Првобитно планиран као самоходно артиљеријско возило намењено за пружање ватрене подршке пешадији, Штуг III је непрестано модификован све до 1942. када је широко коришћен као ловац на тенкове.
Серија оклопних возила Штурмгешиц је вероватно најпознатија по одличном односу између цене и перформанси. До краја рата направљено је око 10 хиљада примерака.

## Историја
Нова немачка тактика ратовања блицкриг подразумевала је концентрацију великог броја тенкова на главним правцима напада. Групације оклопних дивизија би образовале оклопне клинове који су на релативно уском делу фронта вршили пробој непријатељске одбрамбене линије. Иза оклопних клинова наступала је моторизована пешадија која је имала задатак да уништава непријатељске џепове отпора и осигурава бокове немачких оклопних дивизија од контранапада. Већина немачке артиљерије пред почетак Другог светског рата била је релативно спора јер се ослањала на коњску вучу. Како се тиме није уклапала у концепт блицкрига, појавила се потреба за конструисањем оклопних возила за пружање ватрене подршке пешадији. Због тога је 1936. године започет посао на конструисању новог оклопног возила које је добило назив Штурмгешиц III.
Производња возила била је поверена фирми Дајмлер-Бенц, док је за наоружање био задужен Круп. Развијено возило било је наоружано са топом L/24 калибра 75&nbsp;mm. Због захтева да возило има ниску силуету, топ није уграђен у обртну куполу већ у оклопно тело возила. Оваква уградња наоружања представља суштинску разлику између јуришног топа и тенка. Топ уграђен у тело возила имао је веома малу могућност померања по хоризонталној и вертикалној оси, због чега се нишањење вршило окретањем читавог возила. Јуришни топови показали су се изузетно корисним у пружању блиске ватрене подршке пешадији. Након уградње јачег наоружања, јуришни топови су од возила намењених за ватрену подршку пешадији постали возила која су успешно могла да се боре против непријатељских тенкова и других оклопних возила.
За основу возила употребљена је шасија немачког тенка Панцер III која је била у стању да понесе око 20 тона, колико је требало да тежи ново возило. Дебљина оклопа требало је да буде између 10 mm и 50 mm, а посаду је требало да чини 4 члана. Иницијална серија од 30 возила требало је да буде произведена током фебруара 1940. године. Током 1940. возила су тестирана од стране немачке армије и то у теренским условима, а 5 возила је чак учествовало и у нападу на Француску. Уговор о производњи закључен је јула 1940. и по њему је до септембра исте године месечна производња требало да достигне 50 возила.
Прва верзија Штурмгешица III била је верзија А која је имала мотор Maybach HL 120TR са Maybach Variorex мењачем са десет брзина и рикверцом. 1940. укупно је произведено 212 возила (верзије А и Б). У новембру је максимална месечна производња износила 35 возила. Од јуна 1940. до септембра 1941. у оперативну употребу ушле су верзије Б, Ц, Д и Е са јачим мотором и бољим мењачем. Главно наоружање је и даље чинио краткоцевни топ калибра 75 mm са борбеним комплетом од 44 гранате, док митраљеско наоружање није било уграђено. Топ је покретан ручно и то по хоризонтали 10 степени улево и удесно од осе возила, док му је елевација била од -6 до +20 степени. 1941. године произведено је 532 возила. Планирана месечна производња од 40 возила у 1941. године није могла бити реализована због повећање потражње за тенком Панцер III чија шасија је служила као основа за израду Штурмгешица III.
Посебне јединице формиране од ових возила звале су се "Sturmgesutz-Abteilung" и биле су придодате пешадијским јединицама. Прве јединице које су биле наоружане на Штурмгешицом III "7,5cm StuK 40 L/43" биле су СС дивизије „Велика Немачка“ и „Адолф Хитлер“. У СС дивизији „Адолф Хитлер“ своју успешну каријеру најбољег немачког тенковског аса, управо на овом возилу, започео је Михаел Витман.
У другој половини 1941. год. Хитлер је изричито захтевао да се на Штурмгешиц III угради јаче наоружање и повећа оклопна заштита без обзира на смањење покретљивости због повећане тежине возила. Главно наоружање требало је да буде замењено новим топом са дугом цеви калибра 75 mm који је имао већу почетну брзину пројектила и био погоднији за борбу против непријатељских тенкова. Овако побољшано возило је први пут представљено Хитлеру 31. марта 1941, али му је стављено до знања да масовна производња неће моћи да почне пре фебруара 1942. год.
Нови Штурмгешиц III верзија Ф који се појавио на пролеће 1942. године био је наоружан топом Stuk40 L/43 калибра 75 mm и борбеним комплетом од 44 гранате. Возило је било тешко 21,6 тона. На неким возилима топ је био опремљен гасном кочницом, а фронтални оклоп је повећан на 80 mm монтирањем додатних оклопних плоча. Предњи оклоп дебљине 80 mm могао је да издржи погодак из совјетског тенка Т-34/76 и америчког М3 топа калибра 75 mm. Био је рањив на поготке из америчког топа 76 mm М1А1 и руских топова од 85 mm и 122 mm. Бочни и задњи оклоп пружао је заштиту од противоклопног пројектила калибра 20 mm или већих калибара, али само уколико је погодак био под оштрим углом. Након произведених првих 364 возила верзије Ф наоружање је замењено новим топом StuK 40 L/48 калибра 75 mm који ће остати главно наоружање све до престанка производње у пролеће 1945. године. Маса возила је порасла на 23,9 тона. Од 1943. године Штурмгешиц III је био опремљен додатним бочним оклопним плочама монтираним на посебним носачима, а за одбрану од непријатељске пешадије монтиран је митраљез МГ 34 или МГ 42.
Последње варијанте имале су делимично изливено оклопно тело и ливену бленду топа која је због свог облика добила назив „свињска глава“ (Saukopf). Од 1943. до 1944. године побољшана је оклопна заштита без повећања тежине тако што су оклопне плоче биле укрштене на спојевима, а квалитет челика је значајно поправљен. Такође, у току 1943. године монтиран је додатни бочни оклоп "Schurzen" како би се возило заштитило од совјетских противтенковских пушака. Оклопне плоче биле су монтиране на посебним шинама завареним на бокове возила и биле су замењиве. У септембру исте године Штурмгешиц III је из фабричких хала излазио премазам посебном антимагнетном пастом "Zimmerit". Овом пастом, која је требало да онемогуће приањање непријатељских антитенковских магнетних мина на возило, биле су премазане све вертикалне површине. Планирана месечна производња у јуну 1943. године требало је да буде 220 возила. Од овог броја 24 возила је требало да буде наоружано хаубицом. Ова возила која се већ била произведена у малом броју у 1942. године под ознаком "10,5 cm Feld haubitze 42" имала су исту основу као и Штурмгешиц али је њихово главно наоружање била хаубица "10,5 cm Sturmhaubitze 42L/28". Борбени комплет био је сачињен од 36 граната калибра 105 mm. Ова хаубица је првобитно била опремљена гасном кочницом на отвору цеви како би могла да испаљује гранате са повећаним дометом. Међутим, 1944. године је, највероватније због поједностављења процеса производње, наређено да се гасна кочница не монтира на нова возила. Посаде возила које су имале ту могућност често су у теренским условима вршиле замену дотрајале гасне кочнице са кочницом са хаубице од 105 mm LeFH 19M 18/40 која је била сличних карактеристика. У том случају, топ више није могао да користи муницију са повећаним дометом. Поједина возила нису била опремљена главним наоружањем, већ су коришћена као транспортери за муницију и то под ознаком "Munitionspanzer III".

## Борбена историја
У моменту напада на СССР, у немачким оружаним снагама било је 377 Штурмгешица. Приближно 250 их је коришћено у нападу. У Курској бици учествовало је 455 Штурмгешица, што је близу 40% од свих јуришних топова на Источном фронту. Априла 1945. године у саставу Вермахта и СС-а било је још 707 Штурмгешица. За време рата Штурмгешице користили су и Немачки савезници: Румуни - 118, Бугари - 55, Финци - 59. Италијани - 5, Мађари - 40, и нешто НДХ.
Након Другог светског рата, Совјетски Савез је доделио запљенене тенкове ШтуГ III Сирији, која их је користила до Шестодневног рата 1967.

## Производња
|           | 1940. | 1941. | 1942. | 1943. | 1944. | 1945. |
| --------- | ----- | ----- | ----- | ----- | ----- | ----- |
| Јануар    | 1     | 36    | 45    | 130   | 227   | 391   |
| Фебруар   | 3     | 30    | 45    | 140   | 196   | 189   |
| Март      | 6     | 30    | 4     | 197   | 264   | 235   |
| Април     | 10    | 47    | 36    | 228   | 294   | 48    |
| Мај       | 10    | 48    | 79    | 260   | 335   |       |
| Јун       | 12    | 56    | 70    | 275   | 341   |       |
| Јул       | 22    | 34    | 60    | 281   | 377   |       |
| Август    | 20    | 50    | 80    | 291   | 312   |       |
| Септембар | 29    | 38    | 70    | 345   | 356   |       |
| Октобар   | 35    | 71    | 84    | 395   | 325   |       |
| Новембар  | 35    | 46    | 100   | 295   | 361   |       |
| Децембар  | 29    | 46    | 120   | 174   | 452   |       |
| Укупно    | 212   | 532   | 793   | 3011  | 3840  | 863   |